# 港区立御成門中学校
港区立御成門学園（みなとくりつ おなりもんがくえん）は、東京都港区西新橋にあった公立中学校である。2024年に港区立御成門小学校と統合して港区立御成門学園となった。

## 概要
1969年（昭和44年）に北芝中学校と愛宕中学校を統合して設立。御成門小学校の近隣に所在する。学習指導では、近年の学校選択制のなか、教科毎に習熟度別授業や少人数授業を実施しており、また港区内の公立中学生を対象に港区が大手進学塾と提携して土曜講座として補習授業を実施している。校舎も平成に入って新築されたものであり、港区内の中学校の中で高松中学校などと並び近年入学者数が最も多い一校となっている。

## 沿革
- 1969年（昭和44年）4月1日 - 港区立御成門中学校として設立。
- 1978年（昭和53年）10月26日 - 文部省研究開発学校研究発表。
- 1980年（昭和55年）6月2日 - 港区教育委員会研究奨励校研究発表。
- 1985年（昭和60年）2月15日 - 港区教育委員会研究奨励校研究発表。
- 1990年（平成2年）11月22日 - 港区教育委員会研究協力校研究発表。
- 1992年（平成4年）4月1日 - 校舎改築により仮校舎へ移転。
- 1995年（平成7年）
  - 2月4日 - 新校舎落成。
  - 11月20日 - 東京都教育委員会研究校研究発表。港区教育委員会研究協力校研究発表。
- 2001年（平成13年）2月16日 - 文部省調査研究委託校。
- 2005年（平成17年）11月15日 - 港区教育委員会研究奨励校研究発表。
- 2007年（平成19年）4月1日 - 港区教育委員会パイロット校「特別支援教育」。
- 2008年（平成20年）11月14日 - 港区教育委員会パイロット校研究発表。
- 2012年（平成24年）
  - 4月1日 - 港区教育委員会研究奨励校。
  - 11月5日 - 港区教育委員会学校賞受賞。
- 2013年（平成25年）4月1日 - 港区教育委員会「エコアップ賞」受賞。
- 2014年（平成26年）
  - 1月30日 - 港区教育委員会研究奨励校研究発表。
  - 3月26日 - 港区教育委員会体力向上推進優秀校表彰。
  - 4月1日 - 東京都教育委員会オリンピック教育推進校[1]。
- 2024年（令和6年）港区立御成門小学校と港区立御成門中学校の合併により、小中一貫教育校御成門学園になった。

## 教育方針
教育目標
「豊かな心と たくましい体をもつ 生徒を育てる」
「他人の立場を尊重し 仲良く協力できる 生徒を育てる」
「自ら計画し 進んで学習する 生徒を育てる」
生徒数と教員数
| 年度     | 生徒総数 | 1年生 | 2年生 | 3年生 | 教員数 | 職員数 |
| -------- | -------- | ----- | ----- | ----- | ------ | ------ |
| 平成23年 | 267人    | 98人  | 103人 | 66人  | 22人   | 7人    |
| 平成24年 | 285人    | 80人  | 99人  | 106人 | 22人   | 4人    |
| 平成25年 | 245人    | 66人  | 79人  | 100人 | 21人   | 4人    |
| 平成26年 | 227人    | 85人  | 64人  | 78人  | 20人   | 3人    |
| 平成27年 | 210人    | 61人  | 84人  | 65人  | 20人   | 3人    |
| 平成28年 | 236人    | 88人  | 62人  | 86人  | 21人   | 5人    |
| 平成29年 | 227人    | 77人  | 89人  | 61人  | 18人   | 5人    |
| 平成30年 | 265人    | 88人  | 81人  | 96人  | 19人   | 5人    |
| 令和元年 | 266人    | 96人  | 89人  | 81人  | 20人   | 5人    |
| 令和2年  | 285人    | 103人 | 93人  | 89人  | 20人   | 5人    |
| 令和3年  | 275人    | 79人  | 101人 | 95人  | 20人   | 2人    |
| 令和4年  | 271人    | 92人  | 76人  | 103人 | 21人   | 3人    |
| 令和5年  | 273人    | 101人 | 93人  | 79人  | 21人   | 2人    |

## 通学区域
住所別通学区域（平成27年4月1日から適用）
| 海岸 一丁目 | 東新橋 一丁目 二丁目 | 新橋 一丁目 - 六丁目 | 西新橋 一丁目 - 三丁目 | 浜松町 一丁目 二丁目 | 芝大門 一丁目 二丁目 | 芝公園 一丁目 - 三丁目 | 芝公園 四丁目 | 虎ノ門 一丁目 - 五丁目 | 愛宕 一丁目 二丁目 | 麻布台 一丁目 |
| ----------- | -------------------- | -------------------- | ---------------------- | -------------------- | -------------------- | ---------------------- | ------------- | ---------------------- | ------------------ | ------------- |
| 全域        | 全域                 | 全域                 | 全域                   | 全域                 | 全域                 | 全域                   | 7 - 10番      | 全域                   | 全域               | 11番          |

## 関係者
出身者
- 市井由理 - 1988年卒、歌手
- 吉川圭一 - 19??年卒、アナウンサー